# جواو بيدرو فيرنانديز
جواو بيدرو فيرنانديز (بالبرتغالية: João Pedro Fernandes‏) (9 مارس 1975 في فرنسا - ) هو لاعب كرة قدم برتغالي في مركز الهجوم. لعب مع نادي ريبيراو ونادي ليتشويس وسالجويروس ‏ وAD Fafe ‏ ونادي سانتا كلارا وVieira S.C. ‏.

## وصلات خارجية
- جواو بيدرو فيرنانديز على موقع قاعدة بيانات كرة القدم.إي يو (الإنجليزية)